# 我私人的爱达荷
《不羈的天空》（英語：My Own Private Idaho），剧本是由莎士比亚的《亨利四世》第一,二部分與《亨利五世》改编而成的。导演葛斯·范·桑。
瑞凡·費尼克斯凭此片获得了1991年威尼斯电影节最佳男主角。

## 剧情
流浪汉鲍伯·皮金带领着一帮流浪青年靠干些不法勾当糊口。迈克（瑞凡·費尼克斯饰）是其中之一，靠当男妓赚钱。他的好友，也是他所爱的人，斯考特（基努·里维斯飾）出身名门，是波特兰市市长的公子，但他却叛逆不羁，整日同鲍伯一伙人混在一起，也靠当男妓赚钱。但斯考特曾对他父亲发誓：21岁时，他便会成为让父亲骄傲的人。
迈克患有嗜眠症，发作时不论在什么地方都会昏睡过去，他记忆中唯一幸福的时光就是小时候同妈妈的拥抱，所以他梦想着回到爱达荷州去寻找已失去联系的母亲。在斯考特的陪伴下，他出发前往爱达荷州。他们俩白天骑着摩托车在公路上驰骋，晚上在野外宿营，在路上迈克向斯考特告白了自己對他的愛意。邁克找到了住在露營車中的哥哥理查；理查試著告訴邁克他的真正父親是誰，但邁克說出他早已知道理查是自己生父。理查告訴邁克他母親在旅館當服務生，當邁克去旅館找母親時，發現母親已回意大利找尋自己家庭。
当迈克得到消息母亲在意大利時，迈克和斯考特又立即飞到了欧洲。然而到母亲工作兼當英文家教的农莊時，卡蜜拉告訴邁克他母親數個月前已經回美國了；斯科特也因爱上了美丽的农家姑娘卡蜜拉而背弃了迈克。从意大利回来后，斯考特的父親突然過世,斯考特繼承了父親所有財產。斯考特变成了西装畢挺、温文尔雅的上流社會青年。一晚，鲍伯尾随斯考特进了一家高級餐厅，但斯考特却将鲍伯等人赶走，鲍伯当晚就死于心臟病突發。邁克和朋友幫鲍伯舉行葬禮同一天，就在同一個墓園另一邊，斯考特也在幫他父親辦葬禮。
孤独的迈克再次踏上前往爱达荷州的路，病症发作，倒在空荡荡的公路上昏睡，直到一个经过的陌生人把他抱上了自己的汽车。影片到此结束。